# Истамгулов, Вадим Ришатович
Вади́м Риша́тович Истамгу́лов (род. 10 сентября 1998, Кулуево, Челябинская область) — российский биатлонист, трехкратный чемпион России. Мастер спорта России (2016).

## Биография
Родился в селе Кулуево Челябинской области. Отец Вадима, Ришат Нурижанович, был профессиональным лыжником и легкоатлетом. В семье также есть два брата и сестра.
С 3-го класса школы стал занимался лыжными гонками под руководством Алика Гафиятовича Кучукова, который затем в сентябре 2014 года привёл его в биатлон. Позднее Вадим переехал в Тюмень, где начал тренироваться под руководством Максима Кугаевского.
Выпускник школы олимпийского резерва имени Л. Н. Носковой. В 2022 году окончил Тюменский государственный университет.

### Карьера
Неоднократно становился победителем и призёром всероссийских соревнований по биатлону среди юниоров.
Дебютировал на международных соревнованиях на юниорском первенстве мира 2018 года в Отепя, где лучшим результатом стало 7-е место в индивидуальной гонке. В последующих двух сезонах регулярно принимал участие на этапах юниорского кубка IBU, а на главных стартах, юниорских чемпионатах мира 2019 и 2020 годов, дважды становился победителем в составе эстафет.
В январе 2021 года впервые во взрослой карьере одержал победу, выиграв золото в смешанной эстафете на этапе Кубка России в Красноярске.
В сезоне 2022/23 завоевал свою первую медаль в рамках чемпионата России, став вторым в смешанной эстафете. В 2024 году стал двукратным чемпионом страны, выиграв командную гонку и эстафету составе коллективов Тюменской области. На чемпионате России 2025 года в Ханты-Мансийске вновь стал победителем в эстафете.